# Termes (Ardenne)
Termes è un ex comune francese di 138 abitanti, situato nel dipartimento delle Ardenne nella regione del Grand Est, soppresso dal 1º gennaio 2016 e accorpato al comune di Grandpré di cui diviene comune delegato.

## Società

### Evoluzione demografica
Abitanti censiti